# Râul Răchita, Rasnic
Râul Răchita este un curs de apă, afluent al râului Rasnic. 